# Nicolas Gétaz
Nicolas Gétaz (Yverdon-les-Bains, 11 giugno 1991) è un calciatore svizzero, difensore del Bavois.

## Caratteristiche tecniche
È un terzino sinistro.

## Carriera
Ha esordito il 20 febbraio 2010 con l'Yverdon in occasione del match vinto 1-0 contro lo Stade Nyonnais.

## Statistiche

### Presenze e reti nei club
Statistiche aggiornate al 22 febbraio 2017.
| Stagione        | Squadra         | Campionato      | Campionato | Campionato | Coppe nazionali | Coppe nazionali | Coppe nazionali | Coppe continentali | Coppe continentali | Coppe continentali | Altre coppe | Altre coppe | Altre coppe | Totale | Totale | Totale |
| Stagione        | Squadra         | Comp            | Pres       | Reti       | Comp            | Pres            | Reti            | Comp               | Pres               | Reti               | Comp        | Pres        | Reti        | Pres   | Reti   |        |
| --------------- | --------------- | --------------- | ---------- | ---------- | --------------- | --------------- | --------------- | ------------------ | ------------------ | ------------------ | ----------- | ----------- | ----------- | ------ | ------ | ------ |
| 2009-feb. 2010  | Losanna         | ASL             | 0          | 0          | CS              | 0               | 0               |                    | -                  | -                  |             | -           | -           | 0      | 0      |        |
| feb.-giu. 2010  | Yverdon         | ChL             | 11         | 0          | CS              | 0               | 0               |                    | -                  | -                  |             | -           | -           | 11     | 0      |        |
| 2010-2011       | Losanna         | ChL             | 11         | 0          | CS              | 0               | 0               | UEL                | 1                  | 0                  |             | -           | -           | 12     | 0      |        |
| 2011-2012       | Stade Nyonnais  | ChL             | 23         | 1          | CS              | 0               | 0               |                    | -                  | -                  |             | -           | -           | 23     | 1      |        |
| 2012-2013       | Vaduz           | ChL             | 15         | 0          | CS              | 0               | 0               |                    | -                  | -                  |             | -           | -           | 15     | 0      |        |
| 2013-gen. 2014  | Vaduz           | ChL             | 0          | 0          | CS              | 0               | 0               | UEL                | 0                  | 0                  |             | -           | -           | 0      | 0      |        |
| gen.-giu. 2014  | Le Mont         | ChL             | 0          | 0          | CS              | 1               | 0               |                    | -                  | -                  |             | -           | -           | 1      | 0      |        |
| 2014-2015       | Le Mont         | ChL             | 32         | 3          | CS              | 0               | 0               |                    | -                  | -                  |             | -           | -           | 32     | 3      |        |
| Totale Le Mont  | Totale Le Mont  | Totale Le Mont  | 32         | 3          |                 | 1               | 0               |                    | -                  | -                  |             | -           | -           | 34     | 3      |        |
| 2015-2016       | Losanna         | ChL             | 25         | 6          | CS              | 1               | 0               |                    | -                  | -                  |             | -           | -           | 26     | 6      |        |
| 2016-2017       | Losanna         | ASL             | 29         | 0          | CS              | 0               | 0               |                    | -                  | -                  |             | -           | -           | 29     | 0      |        |
| 2017-2018       | Losanna         | ASL             | 15         | 0          | CS              | 1               | 0               |                    | -                  | -                  |             | -           | -           | 16     | 0      |        |
| Totale carriera | Totale carriera | Totale carriera | 161        | 10         |                 | 3               | 0               |                    | 1                  | 0                  |             | -           | -           | 165    | 10     |        |

## Palmarès

### Club

#### Competizioni nazionali
- Challenge League: 2

Losanna: 2019-2020
Yverdon: 2022-2023